# Lo ad"ou roch
Lo ad"ou roch (hébreu : לא אד"ו ראש est le signe mnémonique d'une règle du calendrier hébraïque, apparemment entrée en vigueur vers le VIIIe siècle, selon laquelle le premier jour du nouvel an juif ne peut être un dimanche, mercredi ou vendredi. Par conséquent, lorsque la nouvelle lune apparaît l'un de ces jours, le premier tishrei est repoussé au lendemain.
La première occurrence de l'expression se trouve dans les Halakhot Pessoukot attribuées à Yehoudaï Gaon (lois des temps fixés, p. 187 de l'édition Jérusalem 5711) : « לא בד'ו פסח לא גה'ז עצרת לא אד'ו ראש השנה וסוכה לא אג'ו יום כיפורים ולא זב'ד פורים » (« La pâque ne peut être lundi, mercredi ou vendredi, l'assemblée ne peut être un mardi, jeudi ou shabbat, le nouvel an ne peut être un dimanche, mercredi ou vendredi, le jour des propitiations ne peut être un dimanche, mardi ou vendredi et le jour des sorts ne peut être un shabbat, lundi ou mercredi, » en hébreu).